# Stadtbahn Zug

Streckennetz der S-Bahn Zentralschweiz, die S1 und S2 sind Teil der Stadtbahn Zug

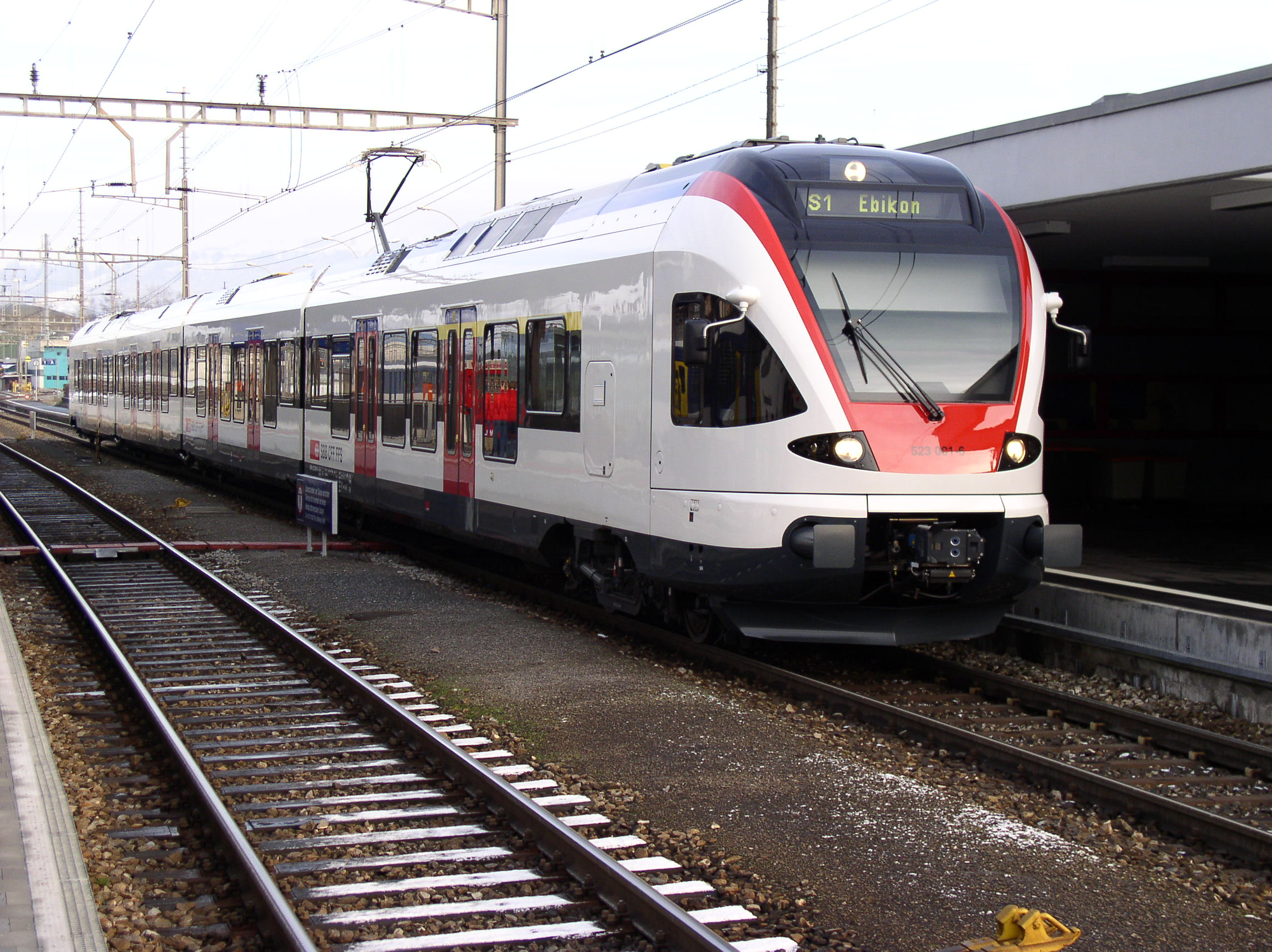
Fahrzeug der Stadtbahn Zug in Rotkreuz auf der Linie 1 Richtung Ebikon

Die Stadtbahn Zug wurde am 12. Dezember 2004 als ein flächendeckendes S-Bahn-System auf dem Gebiet des Kantons Zug und den angrenzenden Regionen eröffnet.
Sie benutzt die bestehenden Bahnstrecken der Schweizerischen Bundesbahnen, es wurden aber zusätzliche Haltestellen geschaffen. Zur Eröffnung der Stadtbahn wurden insgesamt neun neue Haltestellen gebaut. Seit 2008 ist an den Haltestellen Zythus und Chämleten auch der zweite Bahnsteig vorhanden. Es ist der Bau von drei weiteren Haltestellen geplant bzw. in Bau. Die ehemaligen Regionalbahnhöfe Cham, Oberwil und Walchwil werden seit 2004 nur noch von S-Bahn-Zügen bedient.
Der Übergang zwischen der S-Bahn Luzern/Zentralschweiz und der Stadtbahn Zug ist fliessend, so haben sie zum Beispiel einen gemeinsamen Nummernbereich.

## Geschichte
Durch die Volkswirtschaftsdirektion des Kantons Zug wurde die Stadtbahn Zug ab 1996 als ein Projekt lanciert. Dieses Projekt wurde vom 7. bis 9. Mai 1999 der Bevölkerung vorgestellt, und verschiedene Hersteller von Rollmaterial präsentierten ihre neusten Fahrzeuge. Nach der erfolgreichen Volksabstimmung vom 4. März 2001 wurde das Projekt durch das Amt für öffentlichen Verkehr umgesetzt.
Für insgesamt 67 Millionen Schweizer Franken wurden bis zum 12. Dezember 2004 folgende Infrastrukturen für die Stadtbahn Zug erstellt:
- bauliche Aufwertung und behindertengerechte Gestaltung der sechs vorhandenen Bahnhöfe Baar, Zug, Cham, Rotkreuz, Oberwil und Walchwil
- Neubau von 9 Haltestellen entlang der beiden Bahnstrecken
- technische Verbesserung der SBB-Strecke zur Verkürzung der Zugfolgezeit

### Stadtbahnlinie S1
S 1  Baar – Zug – Cham – Rotkreuz (– Luzern – Sursee)
Zur Realisierung eines Viertelstundentaktes und um das Bahnangebot verbessern zu können, musste die Strecke zwischen Cham und Rotkreuz auf Doppelspur ausgebaut werden. Dieser Abschnitt, zwischen Cham und dem zur Gemeinde Risch gehörenden Freudenberg, wurde am 10. Dezember 2008 eingeweiht und zum Fahrplanwechsel am 14. Dezember 2008 in Betrieb genommen. Parallel zur viertelstündlich verkehrenden S1 wird die Strecke von den Zügen der halbstündlich verkehrenden InterRegio-Linie Luzern – Rotkreuz – Zug – Baar – Thalwil – Zürich HB ergänzt.
Zwischen 2004 und 2008 wurden neue Haltestellen errichtet, nämlich Baar Neufeld, Baar Lindenpark, Zug Schutzengel, Zug Chollermüli, Cham Alpenblick, Hünenberg Zythus und Hünenberg Chämleten. Letztgenannte Station wird jedoch nicht von allen Zügen bedient.
Mit dem Fahrplanwechsel am 13. Dezember 2015 wurde die S1 bis nach Sursee verlängert.
Aufgrund des hohen Park-and-ride-Angebots in Rotkreuz war eine weitere Haltestelle Rotkreuz-Ost / Rotkreuz-Rüti am Rande des Güterbahnhofs geplant. Diese Pläne wurden jedoch 2015 aus dem Richtplan gestrichen. Neben dieser neuen Haltestelle ist eine Verbindung Freudenberg – Buonas geplant, sodass Züge von Zug über Cham nach Arth-Goldau verkehren können. Dies wird allerdings nicht vor 2015 geschehen. Diese würde der Entlastung der Strecke über Walchwil dienen.
Diese Ergänzung wird auf absehbare Zeit nicht erstellt. Von Juni 2019 bis Ende 2020 wäre diese wegen der Streckensperre Zug – Arth-Goldau sehr stark genutzt worden und hätte auf der Gotthardlinie (Zürich–Tessin) zu starken Fahrzeitgewinnen geführt. Jedoch bestehen derzeit keine Pläne für einen Bau. Während der Bauzeit von 18 Monaten haben die Fernverkehrszüge eine Spitzkehre im Bahnhof Rotkreuz gemacht.

### Stadtbahnlinie S2
S 2  Baar Lindenpark – Zug – Walchwil (– Arth-Goldau – Erstfeld)
Am 10. Dezember 2008 fand der Spatenstich für den Ausbau der S2 bei der neu zu errichtenden Haltestelle Zug Casino statt. Das Bauvorhaben umfasste den Bau eines dritten Gleises zwischen dem Hauptbahnhof Zug und Baar Lindenpark mit Anpassungen an den bestehenden Gleisanlagen und an der Haltestelle Baar Lindenpark sowie den Abbruch und teilweisen Ersatz einer Remise. Zum Projekt gehören der Bau der beiden neuen Haltestellen Zug Casino und Walchwil Hörndli sowie die Erweiterung der Haltestelle Zug Oberwil zu einer Kreuzungsstation. Das Bauvorhaben wurde auf ungefähr 30 Millionen Schweizer Franken veranschlagt. Daran beteiligte sich der Bund im Rahmen des Infrastrukturfonds mit etwa 15 Millionen Schweizer Franken.
Die neue Haltestelle Zug Casino wurde am 11. Dezember 2009 eröffnet und steht seit dem Fahrplanwechsel vom 13. Dezember 2009 zur Verfügung. Die komplette Führung der S2 von Walchwil bis Baar Lindenpark und das Bestehen des Halbstundentaktes auf diesem Abschnitt erfolgt seit dem Fahrplanwechsel am 12. Dezember 2010. Seitdem wird auch die neue Haltestelle Walchwil Hörndli genutzt. Diese wurde bis Dezember 2020 fast ausschliesslich von Zügen des Kurzlaufs Baar Lindenpark – Walchwil bedient. Seit dem Ausbau der Zugerseelinie bedienen alle Züge der S2 die Haltestelle.
Während der Sperre der Zugerseestrecke (Juni 2019 bis Dezember 2020) wurde die Linie zweigeteilt: Die S2 Nord verkehrte zwischen Baar Lindenpark und Zug Oberwil, während die S2 Süd zwischen Rotkreuz und Flüelen (in Randstunden bis Erstfeld) verkehrte. Die S2 Nord wurde vom 14. April bis zum 12. Dezember 2020 komplett eingestellt.
Die S-Bahn-Züge fahren montags bis samstags von Baar Lindenpark halbstündlich nach Walchwil (integraler Halbstundentakt). Stündlich wird ein Zug bis Erstfeld verlängert. An Sonn- und Feiertagen verkehren die Kurzläufe Baar Lindenpark – Walchwil nicht. Zusätzlich zur S2 verkehren der Intercity 2 sowie die Interregio-Linien 26 und 46, womit sich zwischen den Bahnhöfen Zug, Arth-Goldau, Schwyz, Brunnen, Flüelen, Altdorf und Erstfeld ein ungefährer Halbstundentakt ergibt.

## Fahrzeuge
Das eigentliche Fahrzeug für den Betrieb der Linie 1 ist der SBB RABe 523. Bei der Inbetriebnahme standen noch nicht genügend Fahrzeuge zur Verfügung, so dass ein SBB RBDe 560 mit Bt (NPZ) und einem B von der Thurbo als Mittelwagen eingesetzt wurde. Auch im Jahr 2008 wurden Züge des Regio (Basler S-Bahn) eingesetzt. Seit Dezember 2008 ist dies nicht mehr der Fall, da die Stadtbahn Zug neue Züge bekommen hat und die komplette Fahrzeugflotte nun aus zwölf RABe 523 besteht.